# 六甲基二硅氧烷
六甲基二硅氧烷是一种有机硅化合物，化学式O[Si(CH3)3]2。这种不稳定的液体可用作溶剂和有机合成试剂。它由三甲基氯硅烷水解制得。这种分子是甲硅烷基醚（silyl ether）的原型，并与聚二甲基硅氧烷的单体类似。